# Fensterinstandsetzung
Fensterinstandsetzung ist die Bezeichnung für Maßnahmen, die dazu dienen, ein Fenster oder einen Fensterbestand zu konservieren, zu reparieren, den ursprünglichen Zustand und Gebrauchswert mit authentischen Materialien wiederherzustellen oder durch Nachfertigung ein ursprüngliches Erscheinungsbild zu erneuern. Der Maßstab für eine Fensterinstandsetzung ist die hohe gestalterische und handwerkliche Qualität der Beschläge oder des Materials der Fensterstöcke, der Flügel und des Glases historischer Fenster.

## Begriffsabgrenzung
Der heutige Sprachgebrauch unterscheidet zwischen Fensterinstandsetzung und Fenstersanierung. Der Begriff Fenstersanierung, der in der Fachliteratur zur Denkmalpflege vor dem Jahr 2000 noch häufig verwendet wurde, wird heute in Bezug auf die Denkmalpflege und bei erhaltenswerter Bausubstanz immer seltener gebraucht. An seine Stelle ist die Bezeichnung Fensterinstandsetzung und ihre häufigste praktische Umsetzung, die Fensterrestaurierung, getreten.
Als Fenstersanierung wird heute im Zusammenhang mit der Altbausanierung zumeist der Austausch des gesamten Fensterbestandes oder die Modernisierung der Fenster eines Gebäudes bezeichnet, das nicht unter Denkmalschutz steht. Irreversible Eingriffe in die historische Substanz, die der so genannten „energetischen Ertüchtigung“, der Funktionsverbesserung oder einer modernen Nutzungsanforderung dienen, werden heute im allgemeinen Sprachgebrauch ebenfalls als Fenstersanierung bezeichnet. Gemäß dieser Bedeutungsverschiebung ist die Maßnahme der Fenstersanierung nicht mehr im Sinne der heutigen Denkmalpflege. Funktionsverbesserungen an Fensterverschlüssen bei gleichzeitiger Erhaltung der historischen Fenster sind weiter unten beschrieben.

## Fensterinstandsetzung bei erhaltenswerter Bausubstanz und in der Denkmalpflege

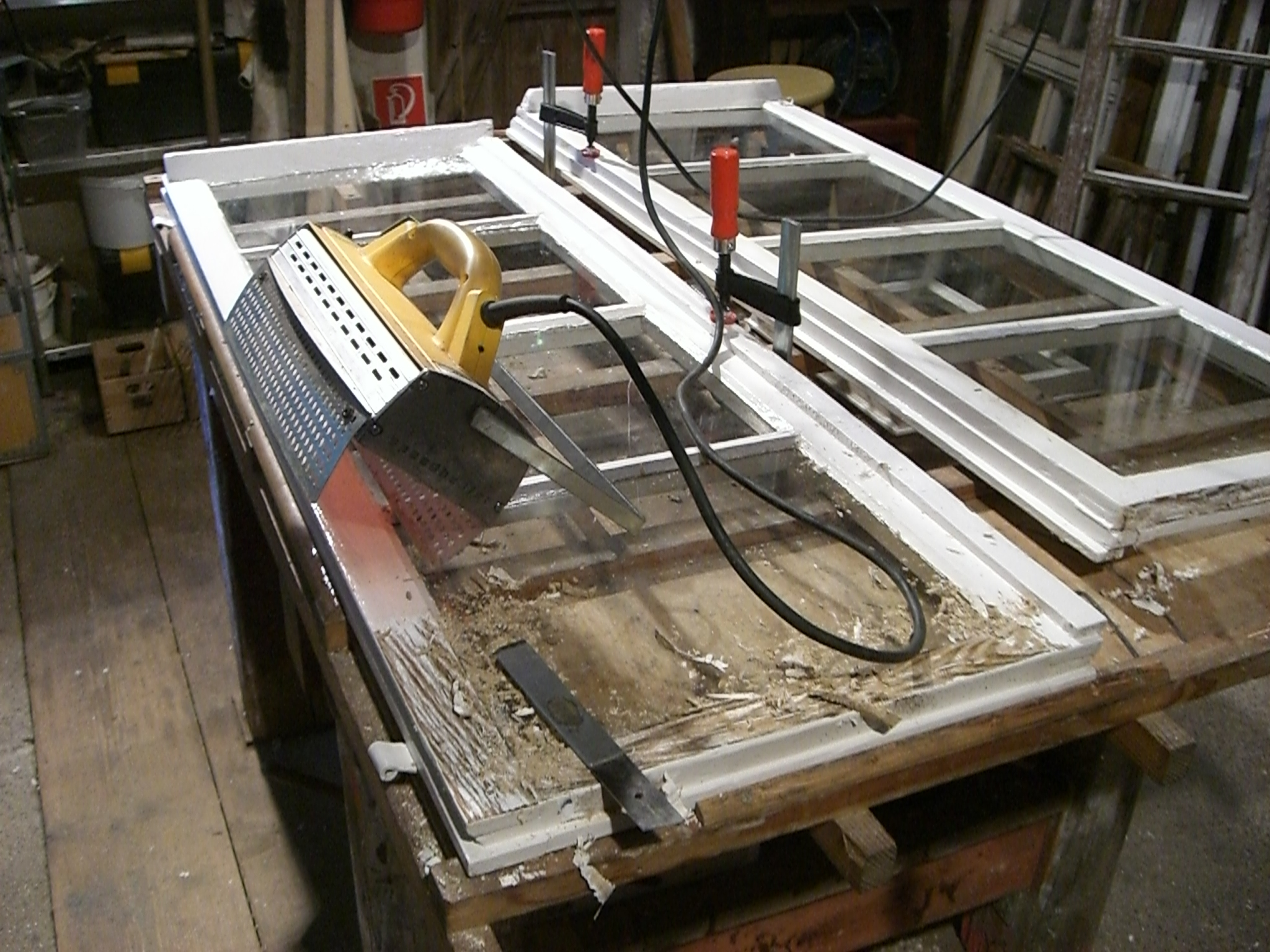
Entfernung des alten Fensterkittes und äußerer Farbschichten mit Infrarotstrahlung.

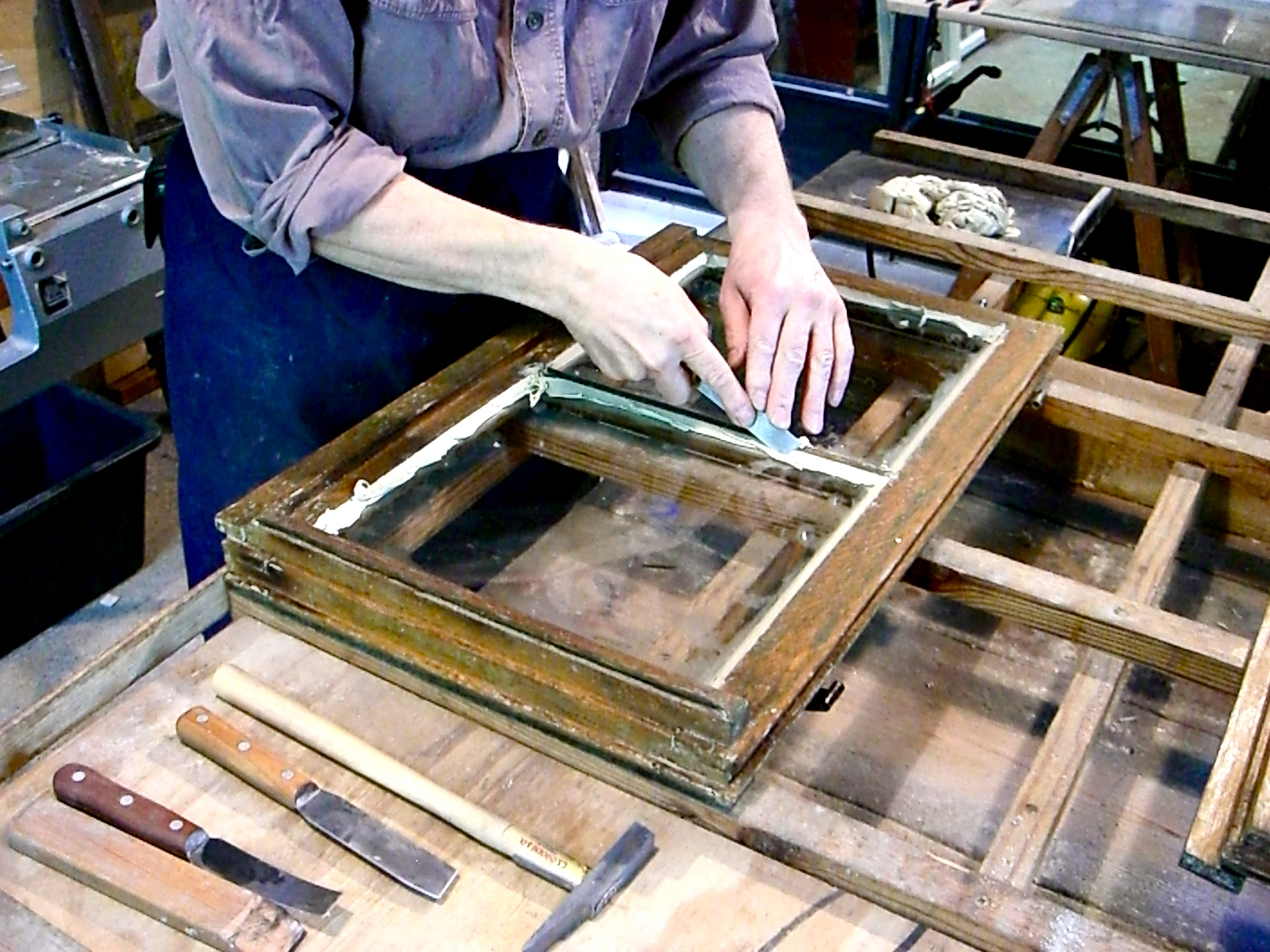
Neuverkittung originaler Scheiben.

Die werk- und materialgerechte Pflege oder Instandhaltung stellt den wirksamsten Schutz vor dem Zerfall historisch wertvoller Bausubstanz dar, ist aber in der Praxis nicht immer zu erreichen. Ist die Möglichkeit einer Instandhaltung nicht mehr gegeben, müssen in Bezug auf die Denkmalpflege die nächsten Schritte zur Erhaltung der Substanz unternommen werden. Maßnahmen zur Erhaltung historischer Fensterbestände, die unter Denkmalschutz stehen, müssen gemäß den Grundsätzen der Denkmalpflege erfolgen:
- Der historische Bestand ist so weit als möglich zu reparieren, nicht zu erneuern.
- Die Reparatur muss mit traditionellen Materialien erfolgen. Moderne Techniken dürfen nur angewendet werden, wenn sie keine irreversiblen Spuren hinterlassen.
- Jede Maßnahme ist nach gründlicher Prüfung auf das wirklich Notwendige zu beschränken.
- Bei einem Eingriff darf historische Substanz nicht zerstört oder entfernt werden.
- Gibt es mehrere Möglichkeiten einer dauerhaften Reparatur, sollte man sich für die entscheiden, die am ehesten reversibel ist.[6][7] Diese Grundsätze der Fensterinstandsetzung entsprechen der Instandsetzungsmethode der Fensterhandwerker.[8] Die Denkmalpflege unterscheidet heute bei der Fensterinstandsetzung verschiedene Maßnahmen,[9] die nicht immer scharf voneinander zu trennen sind, und die in der Praxis ineinander greifen:

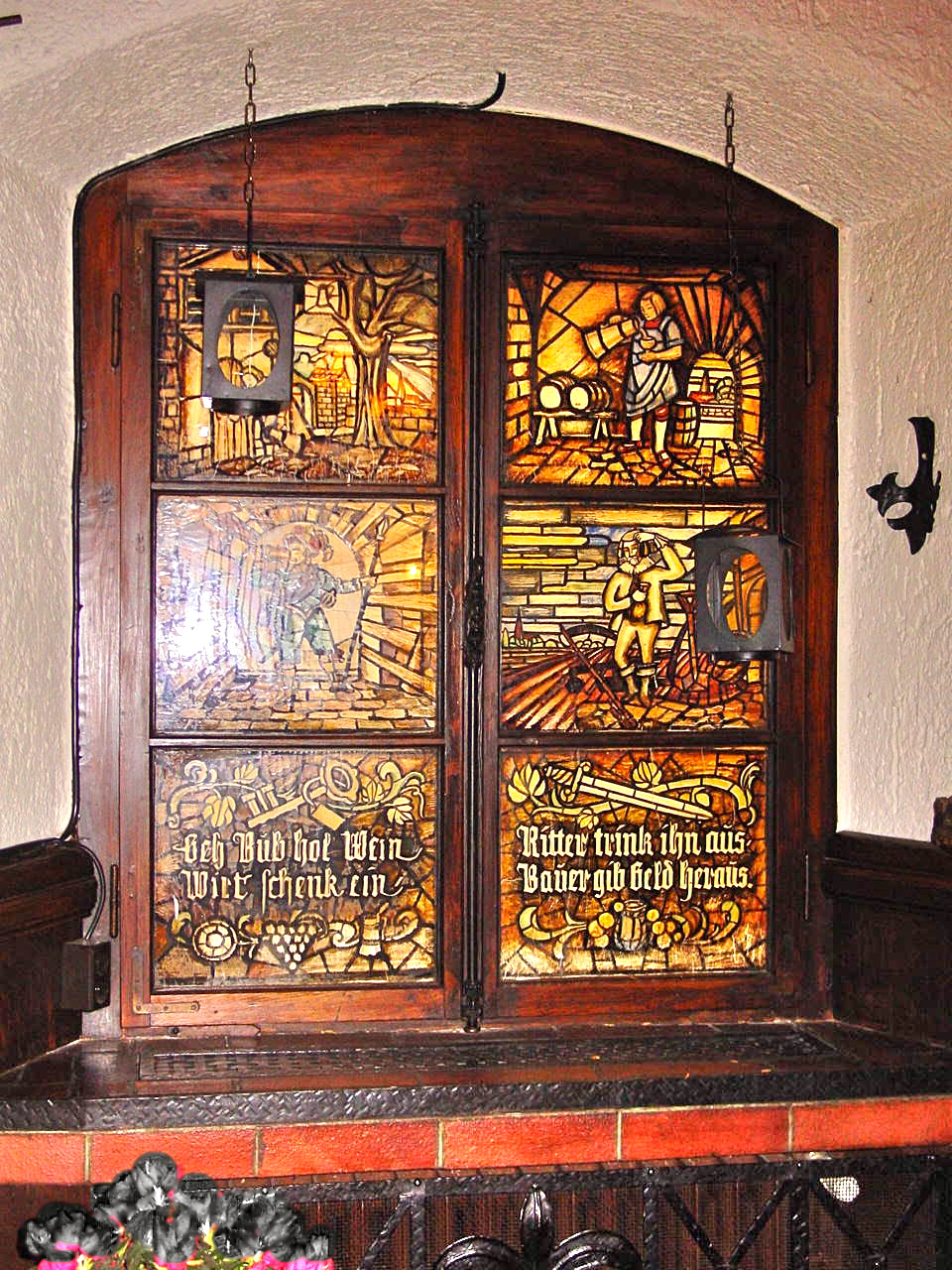
Dieses Gasthausfenster mit historischen Darstellungen wurde auf der Innenseite nur behutsam gereinigt und mit gekochtem Leinöl konserviert.

- die Fensterkonservierung,
- die Fensterrestaurierung und
- die Fensterrenovierung.[1]

### Fensterkonservierung
Die Fensterkonservierung ist eine Maßnahme, bei der die originale Substanz eines Fensters gesichert wird und vorbeugende Maßnahmen zu seiner Erhaltung auf das Minimum beschränkt werden. Diese Maßnahmen haben immer absoluten Vorrang, da durch sie keine Substanzverluste verursacht werden. Unter konservatorischen Maßnahmen sind in erster Linie Reinigungs- und Pflegearbeiten gemeint. Das Ziel einer Konservierung ist die Bewahrung des originalen Zustandes und Erscheinungsbildes des Fensters zum Zeitpunkt der Maßnahme. In der Praxis ist diese Maßnahme an historischen Fenstern nur in seltenen Fällen anwendbar, da zumindest im Außenbereich der ursprüngliche Holzschutz mit Leinöl und Leinölfarbe meistens von Grund auf erneuert werden muss.

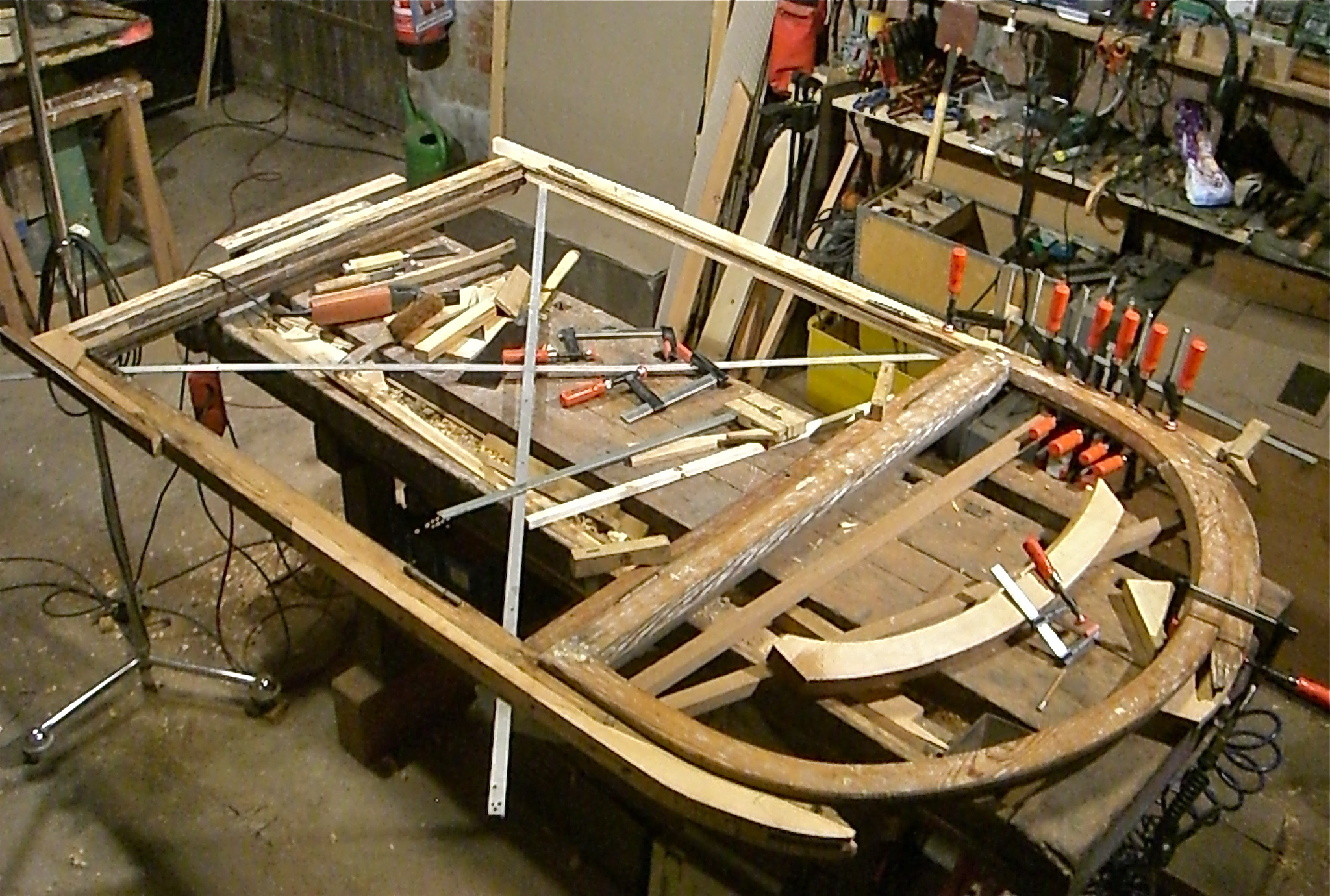
Restaurierung eines ausgebauten Fensterrahmens in der Restaurierungswerkstatt.

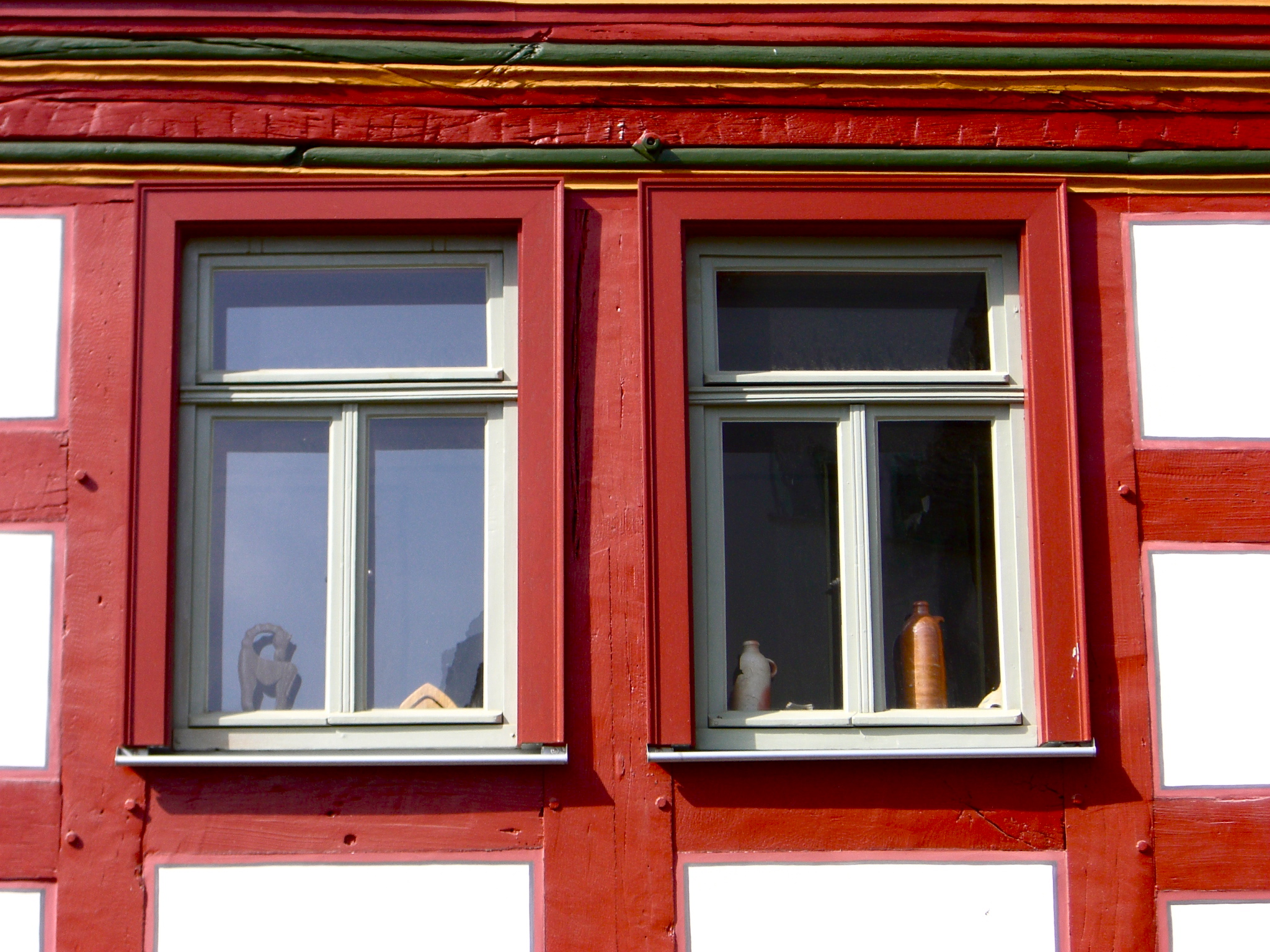
Fensterrenovierung unter Verwendung von Leinölfarbe

### Fensterrestaurierung
Die Fensterrestaurierung geht über die bestandssichernde Maßnahme hinaus. Aus der Sicht der Denkmalpflege ist sie dann erforderlich, wenn ein historisches Fenster seine Funktion und Gebrauchsfähigkeit aufgrund von Schäden verloren hat oder diese akut gefährdet ist. Das Ziel der Restaurierung ist es, die ursprüngliche Gebrauchsfähigkeit und „Pflegbarkeit“ des historischen Fensters wiederherzustellen und dabei so wenig wie möglich die originale Substanz zu beschädigen oder zu entfernen. Eine Restaurierung bedeutet nicht, dass Alterungs- und Gebrauchsspuren entfernt werden sollen. Veränderungen, Reparaturen und andere Eingriffe, die im Laufe der Geschichte vorgenommen wurden, sollen bei einer Restaurierung Berücksichtigung finden. In der Praxis der Denkmalpflege ist die Fensterrestaurierung die handwerkliche Maßnahme, die am ehesten den Anspruch an die Substanzerhaltung und gleichzeitig eine moderne Nutzungsanforderung berücksichtigt. Insofern ist sie im Rahmen der Denkmalpflege die häufigste Maßnahme zur Instandsetzung historischer Fenster.

### Fensterrenovierung
Die Fensterrenovierung bedeutet die Erneuerung des Erscheinungsbildes eines Fensters. Sie kommt nur dann in Betracht, wenn die konservatorischen und restauratorischen Möglichkeiten nicht ausreichen, um Eingriffe in die Substanz des Originals rückgängig zu machen, oder wenn sich ein substanzgefährdender Schaden des Fensters mit anderen Maßnahmen nicht rückgängig machen lässt. Eine Renovierung geht immer vom historischen Befund aus. Keine originale Substanz soll bei einer Fensterrenovierung reduziert werden. Das Ersetzen von Teilen des Originals beschränkt sich bei einer Renovierung auf das unbedingt notwendige Maß.

## Materialien und Techniken der Fensterinstandsetzung
Die werthaltige Reparatur und Instandsetzung historischer Fenster orientiert sich an den Werkstoffen, aus denen die Fenster bestehen. Für Maßnahmen zur Instandhaltung und Instandsetzung müssen traditionelle Materialien und Handwerkstechniken angewendet werden. Von der Mitte des 15. Jahrhunderts bis in die Mitte des 20. Jahrhunderts wurde ausschließlich Leinölfarbe als Fensterfarbe verwendet. Daher wird im Rahmen der Denkmalpflege grundsätzlich Leinölfarbe für die Instandsetzung historischer Fenster verlangt. Wenn von historischen Fenstern die Rede ist, sind jene aus der Zeit vor dem Zweiten Weltkrieg gemeint.

### Leinölfarbe

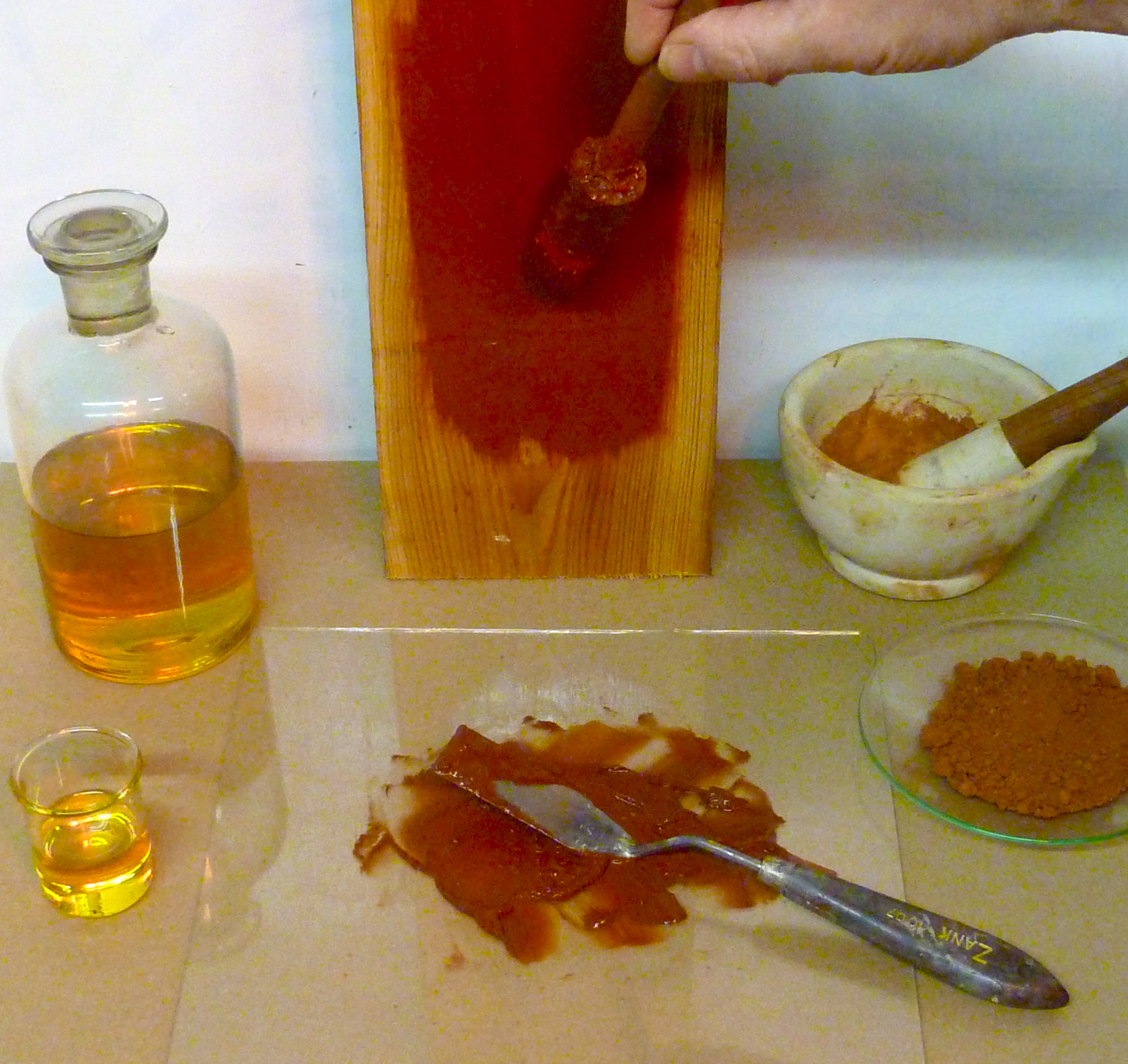
Reine Leinölfarbe wird hergestellt aus kalt gepresstem, entschleimtem, sterilisiertem und „gekochtem“ Leinöl, das mit getrockneten und gemahlenen Erdfarben oder Pigmenten verrieben wird.

Nachdem historische Fenster in der Schreinerwerkstatt mit Leinöl getränkt wurden, erhielten sie mehrere Anstriche mit Leinölfarbe. Leinölfarbe wird seit mehreren Jahrhunderten aus „gekochtem“ Leinöl, Pigmenten und Trockenstoffen hergestellt. Ein wichtiger Grundsatz bei der Herstellung von Leinölfarbe ist die „Vereinigung des Farbmittels mit dem Bindemittel“. In der Praxis bedeutet dies, dass die gut getrockneten Pigmente mit dem voroxidierten und sikkativierten Leinöl verrührt und verrieben werden müssen. Historische Fenster können bei der Anwendung dieser Leinölfarbe „leicht einmal hundert Jahre oder auch älter werden.“ Nach dem Zweiten Weltkrieg gelangten moderne Farbsysteme auf den Markt und verdrängten die traditionelle Leinölfarbe. Diese Entwicklung war Teil einer grundsätzlichen Veränderung der Konstruktion und des Holzschutzes von Fenstern. Es ist festzustellen, dass Holzfenster, die nach dem Zweiten Weltkrieg hergestellt wurden, nicht so lange halten, wie solche, die älter sind. In der Mitte der 1950er Jahre vollzog sich der Wandel in der Behandlung von Holzfenstern und anderen Holzbauteilen: die im traditionellen Handwerk bewährte tiefgründige Konservierung mit Leinöl und Leinölfarbe wurde durch die industriell produzierte und beworbene oberflächliche Beschichtung abgelöst. Kürzere Trocknungszeiten schienen dem Verbraucher als Vorteil. Es wurde aber außer Acht gelassen, dass eine lange Einwirkungszeit auch eine längere Haltbarkeit bewirkt. Dieser Bruch in der traditionellen Handwerkstechnik führte in den 1980er Jahren in Schweden zu einer Revitalisierung der handwerklich hergestellten reinen Leinölfarben. Die Kritik an schichtbildenden Farben auf Holzfenstern wird nicht nur von Seiten der amtlichen Denkmalpflege geäußert. Vertreter einer werk- und materialgerechten Behandlung von Holzfenstern stellen fest: „Es ist eine unumstrittene Tatsache, dass mit der Einführung der Kunstharzfarben die Holzfenster in den schlechten Ruf mangelnder Haltbarkeit kamen. Schuld waren jedoch die Kunstharzfarben, mit denen dichte Versiegelungen vorgenommen wurden.“ Schichtbildende Farben werden für die Zerstörung von Holzfenstern verantwortlich gemacht: „Erst die modernen holzzerstörenden Fensterfarben haben den Ruf des Holzfensters beschädigt. Ihre spröden Dichtschichten sind auf Holzuntergründen nicht witterungsstabil und nach einem Jahr oft schon defekt.“ Mit der Wiederaufnahme der Herstellung traditioneller reiner Leinölfarbe nach überlieferten Rezepturen wurden die traditionellen Handwerkstechniken im Fensterhandwerk ebenfalls wiederbelebt. Der in Schweden entstandene Beruf des Fensterhandwerkers ging aus dieser Entwicklung hervor und breitet sich von Skandinavien nach Mitteleuropa aus. Ein Merkmal der Arbeit der Fensterhandwerker ist die ausschließliche Verwendung von reiner Leinölfarbe.

#### Leinöl
Die Qualität und Wirksamkeit von Leinöl und Leinölfarbe ist alleine von der Reinheit und Qualität des Ausgangsmaterials sowie von der fachmännischen Verarbeitung abhängig. Zum Schutz und zur Konservierung historischer Fenster ist daher sowohl rohes, als auch gekochtes Leinöl erforderlich, das kaltgepresst wurde. Dieses Verfahren zur Gewinnung von reinem Leinöl gewährleistet die höchstmögliche Wirksamkeit des Leinöls als Konservierungsmittel. Die Viskosität von hochwertigem Leinöl ist so niedrig wie bei keinem anderen trocknendem Öl. Um weit in Holzporen einzudringen und diese auszufüllen, ist keine Verdünnung erforderlich. Mindere Qualitäten, die eine höhere Viskosität haben, benötigen ein Verdünnungsmittel, das weniger viskos ist. Hier ist grundsätzlich zwischen Leinöl und dem so genannten „Leinölfirnis“ zu unterscheiden. Bei Johann Georg Krünitz ist zu lesen, dass „nicht alle Zusammensetzungen, denen man den Nahmen Firniß beyleget, solchen wirklich verdienen“.
Auch heute gibt es keine einheitliche Bezeichnung dessen, was in „Leinölfirnis“ enthalten ist. Reine Leinölfarbe wurde für Fenster im Außenbereich um 1800 nach David Gilly ohne Verdünnungsmittel wie Terpentin angewendet. Das Leinöl soll alle Holzporen füllen und durch die Aufnahme von Sauerstoff sich zusätzlich ausdehnen, sodass kein Platz mehr für eindringendes Wasser zur Verfügung steht. Dieses Prinzip stellt die Grundlage der Anwendung reiner Leinölfarben an historischen Fenstern dar. Im Rahmen der Denkmalpflege ist daher für Fenster die Anwendung von traditioneller Leinölfarbe vorgesehen.

#### Pigmente
Neben den hauptsächlich farbgebenden Erdfarben und Pigmenten wurden Metalloxide hinzugefügt, um die Verfestigung des Leinöls zu Linoxin zu beschleunigen. Die reaktiven Säuren im Leinöl binden den Sauerstoff aus der Luft und aus den zugesetzten Metalloxiden. Für diesen Oxidationsprozess und für eine gleichzeitige hochwirksame Färbung hatte sich Bleiweiß seit der Antike bewährt. Obwohl seine Giftigkeit bekannt war, wurde es bis in das 19. Jahrhundert fast ausschließlich als Weißpigment verwendet. Heute ist die Verwendung von Bleiweiß verboten. Als Ersatz werden heute Titandioxid und unter besonderen Voraussetzungen Zinkoxid verwendet. Traditionelle Leinölfarben und traditionell verwendete Pigmente und Erdfarben haben einen nicht unwesentlichen Beitrag zur Farbkultur beigetragen. Eisenhaltige Tonerden führten z. B. in Verbindung mit Leinöl zum charakteristischen roten Fachwerk. Fensterfarben waren nicht immer rein weiß, sondern wurden durch die Zugabe von Ocker oder Umbra gebrochen, sodass sie einen Sandton erhielten.

## Die bauphysikalische Funktion und Eigenschaft historischer Fenster

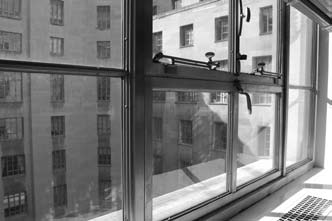
Mit Mehrschichtenglas in integraler Lichtleit-Messtechnik (gegen Glasbruch und Überhitzung) nachgerüstete Fenster der klassischen Moderne

Die Fenster eines Gebäudes sind Bestandteile eines komplexen Systems mit vielfältigen Funktionen und Abhängigkeiten, die nicht isoliert betrachtet werden dürfen. Vor jeder Funktionsveränderung an historischen Fenstern sind die bauphysikalischen Folgen jedes Eingriffes zu prüfen und ihr Nutzen zu bewerten; dies gilt in besonderem Maße in der Baudenkmalpflege. Veränderungen an der Einbausituation von Fenstern wirken sich auf die Klima- und Feuchtebilanz eines Gebäudes nachhaltig aus. Deshalb sollte die konstruktionsbedingte Fugenlüftung an historischen Fenstern einen 0,3-fachen Luftwechsel, „der auch nicht zeitweise unterbrochen werden darf“ garantieren, damit Schimmelschäden in älteren Gebäuden verhindert werden können. Diese bauphysikalische Funktion traditioneller Fensterkonstruktionen in älteren Gebäuden als Sollkondensationsstelle mit ständiger Grundlüftung wird gegenüber einer immer stärkeren Gewichtung der CO2–Reduzierung und Energieeinsparung vernachlässigt oder bewusst ausgeschaltet. Der mit der globalen Erwärmung begründete Eingriff in die traditionell bewährte und gesundheitlich vorteilhafte Bauphysik historischer Gebäude gibt nicht nur Vermietern und Mietern energetisch sanierter Häuser und Wohnungen Anlass zu juristischen Auseinandersetzungen. Auch das organisierte Handwerk setzt sich mit den Folgen von Eingriffen in die bauphysikalischen Gegebenheiten historischer Gebäude kritisch auseinander: „Wenn historische Gebäude den Anforderungen der EnEV entsprechend luftdicht aufgerüstet werden, z. B. durch den Einbau von modernen Isolierglasfenstern und innenseitigen Vorsatzschalen vor den Außenwänden, kann es zu kritischen relativen Raumluftfeuchten von über 50 Prozent in den kalten Wintermonaten kommen. Bei Außenbauteilflächen mit geringem Wärmedurchgangswiderstand, also schlechter Wärmedämmeigenschaft, ist Schimmelpilzbefall die Konsequenz dieser vermeintlichen Energiesparmaßnahme. (…) Das Dilemma der Energieeinsparverordnung in Bezug auf Baudenkmale und erhaltenswerte Bausubstanz ist, dass sie alte Gebäude mit der Philosophie für zeitgemäße, umweltgerechte Neubauten konfrontiert. Für das Baudenkmal jedoch bedeutet die uneingeschränkte Anwendung der modernen Dämmstrategien Risiken und Schäden bis hin zum Totalverlust einzelner Bauteile.“ (Zentralverband des Deutschen Handwerks: Viel Konfliktpotential: Denkmalpflege gegen Klimaschutz.)

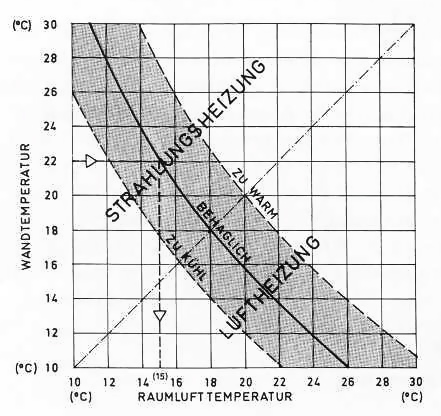
Das Behaglichkeitsdiagramm nach Bedford und Liese (PDF; 219 kB) zeigt den Wirkungszusammenhang zwischen elektromagnetischer Strahlung (durch Kachelofen oder Strahlplatten) und thermodynamischer Raumlufterwärmung (durch Konvektoren). Je wärmer die Raumwände sind, desto kühler kann die Raumluft sein, ohne dass die Behaglichkeit beeinträchtigt wird.

### Historische Fenster und das Raumklima
Die bauphysikalische Eigenschaft eines historischen Fensterbestandes kann nicht ohne die Einbeziehung des Heizsystems beurteilt werden. Die bauphysikalischen Wirkungszusammenhänge ändern sich immer wenn das Heizungssystem oder die Fensterkonstruktion verändert werden. Historische Gebäude wurden bis etwa 1900 fast ausschließlich mit Strahlungswärme beheizt. Ab den 50er Jahren des 20. Jahrhunderts wurden diese vermehrt durch Konvektionsheizungen ersetzt. Sowohl in der Energiebilanz als auch in der CO2–Bilanz stellt die Strahlungsheizung eine sinnvolle Alternative zur Konvektionsheizung dar. Die ökonomischen, ökologischen und gesundheitlichen Vorteile der Strahlungswärme in Verbindung mit Einfachfenstern im Altbau und Baudenkmal sind durch Vergleichsstudien nachgewiesen, werden aber von der EnEv „nicht oder nicht genügend berücksichtigt“.

#### Historische Fenster und Strahlungsheizung
Strahlungsheizungen, wie dezentrale Öfen, zentrale Kachelöfen oder moderne Strahlplatten senden Wärmestrahlung aus, die nur Körper (oder Flüssigkeiten) erwärmt und als behaglich empfunden wird. Während die Raumluft angenehm kühl bleibt, werden alle Körper des Raumes erwärmt, auch die der Menschen. Die Raumluft bleibt kühler als die Wände. Dadurch kann keine Luftfeuchtigkeit an den Wänden kondensieren. Somit ist die Bildung von Schimmel bei einer Strahlungsheizung praktisch ausgeschlossen.
Einfachglas lässt einen größeren Teil des Sonnenlichts passieren als Isolierglasscheiben. Beim Auftreffen auf Körpern wandelt sich die kurzwellige Solarstrahlung in langwellige Wärmestrahlung um. Diese kann den Raum nicht verlassen, da sie vom Glas reflektiert wird. Dadurch wirken historische Scheiben im Einfachfenster als energetischer Aktivposten bei der kostenlosen Energiegewinnung (Glashauseffekt).
Das einfache historische Fenster stellt die kälteste Oberfläche des Raumes dar, wenn eine Strahlungsheizung vorhanden ist. Bei übermäßiger Raumfeuchtigkeit beschlagen die Scheiben, das Schwitzwasser läuft in die Schwitzwasserrinne des Fensters und wird durch ein Metallröhrchen nach außen oder in einen Sammelbehälter unter der Fensterbank abgeführt. Somit hatte das historische Fenster die nützliche Aufgabe eines „Sollkondensators“ erfüllt und erfüllt diese vielfach noch heute.
Unter Betrachtung der Bauphysik haben sich daher bauzeitliche Einfachfenster in Verbindung mit einer Strahlungsheizung als ideale Kombination bewährt.

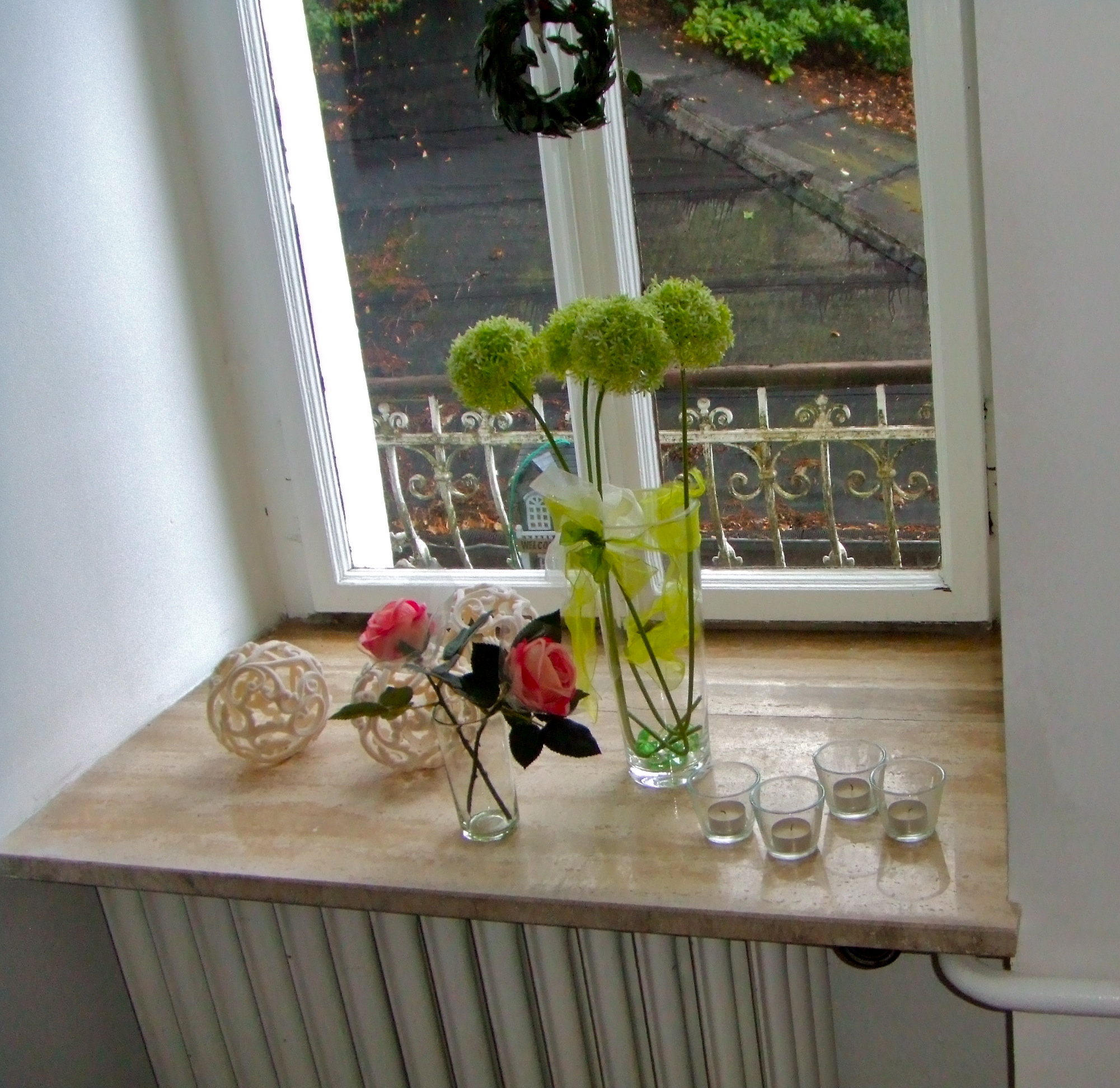
Der nachträgliche Einbau einer tiefen Fensterbank verhindert, dass die vom Heizkörper erwärmte Luft vor den Fensterscheiben aufsteigen und ungehindert im Raum zirkulieren kann. Kalte Luft fällt dadurch vor den Scheiben nach unten. Einer energetischen Bewertung des bestehenden Fensters sollte hier ein Rückbau der energetisch unvorteilhaften Fensterbank vorausgehen.

#### Historische Fenster und Konvektionsheizung
Eine Konvektionsheizung wirkt vor allem dadurch, dass sie die Raumluft erwärmt. Die aufsteigende warme Luft bewirkt eine Zirkulation und Verteilung der Wärme im ganzen Raum. Die warme Luft transportiert also die Heizwärme und gibt diese an die Wände ab, im Gegensatz zu einer Strahlungsheizung, welche die Wände direkt erwärmt.
In der Folge ist die zirkulierende Raumluft wärmer als die Wände. Warme Luft kann mehr Feuchtigkeit aufnehmen, welche an den kälteren Wänden umso leichter kondensiert. Konvektionsheizungen können daher in Altbauten mit ungedämmten Wänden Bedingungen schaffen, die einen Schimmelbefall ermöglichen.
Dies gilt besonders, wenn Einfachfenster durch Isolierglasfenster ausgetauscht werden, ohne gleichzeitig die Wände zu dämmen. Denn dadurch bildet nicht mehr das Fenster, sondern die Außenwand die kälteste Fläche des Raumes, an welcher sich die Luftfeuchtigkeit zuerst niederschlägt. Es gilt der Grundsatz, dass der U-Wert von Fenstern nicht besser sein darf als der U-Wert der Außenwände. Eine gewisse Fugendurchlässigkeit ist ebenfalls zu gewährleisten.
Die Kondensation ist dort am stärksten, wo die zirkulierende warme Luft nicht in ausreichendem Maße hingelangen kann, um die Flächen zu erwärmen. Dies ist oft hinter Möbeln der Fall, die dicht an der Außenwand aufgestellt werden, sowie unter Umständen in Raumecken.

### Funktionsveränderungen an historischen Fenstern

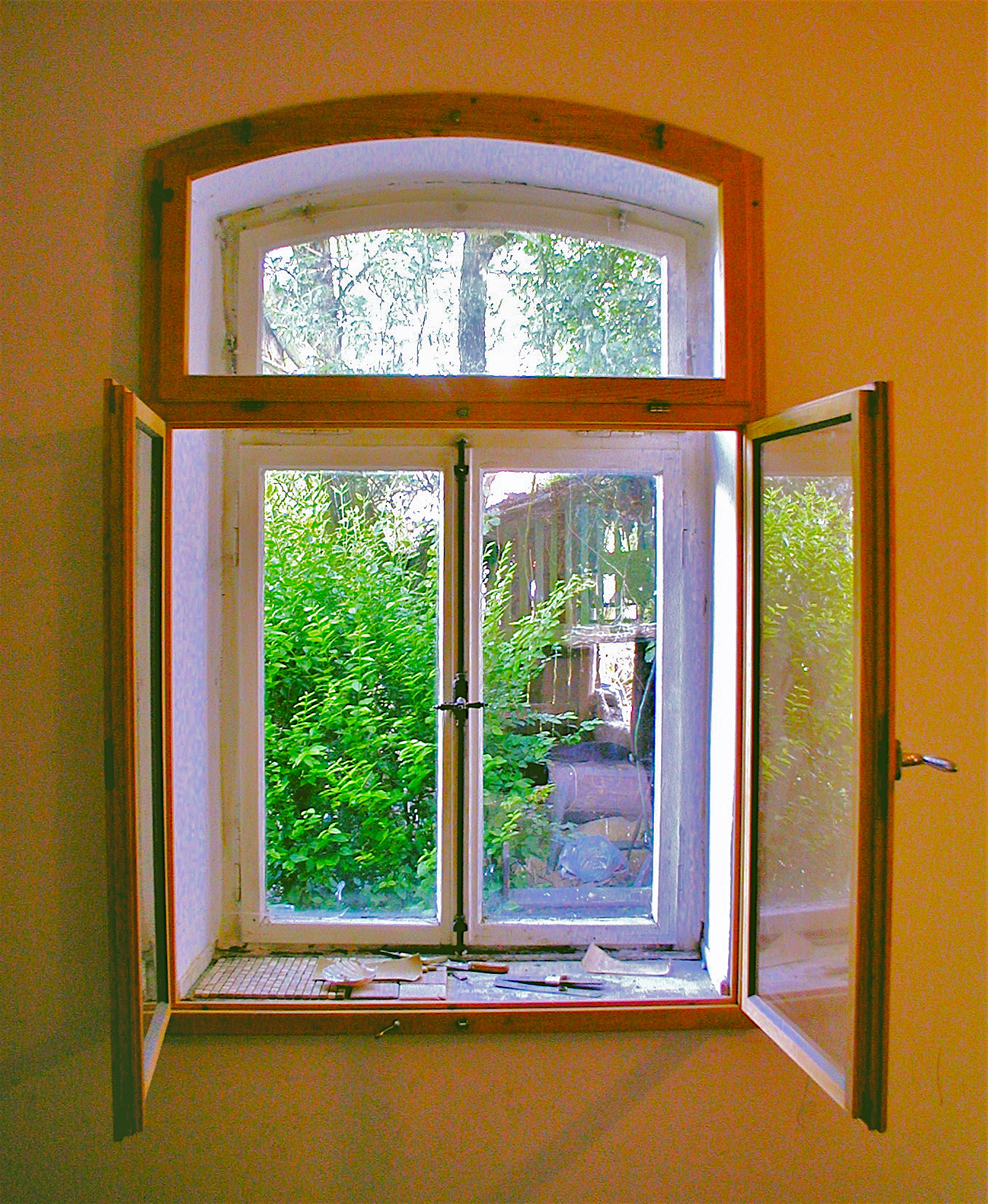
Historisches Fenster außen und neues inneres Vorfenster mit Einfachglas bilden ein Doppelfenster.

Im Zuge einer Fensterrestaurierung können Funktionsverbesserungen sinnvoll sein. Im Rahmen des Denkmalschutzes ist die Schonung historischer Substanz und die Reversibilität des Eingriffs eine Voraussetzung für jede Veränderung am Erscheinungsbild historischer Fenster. Die Maßnahmen müssen darüber hinaus eine effektive Verbesserung darstellen.

#### Inneres Vorfenster
Eine Möglichkeit der Verbesserung des Wärme- und Schallschutzes nach den Grundsätzen der Charta von Venedig besteht darin, ein inneres Vorfenster einzubauen. Damit entsteht ein energetisch hochwertiges Doppelfenster. Wenn die separaten Fenster durch einen Futterrahmen miteinander verbunden werden, wird damit das historische Einfachfenster zu einem Kastenfenster erweitert. Diese reversible Veränderung historischer Fensteröffnungen ist eine Maßnahme, die Denkmalschutzbehörden bevorzugen, da historische Substanz erhalten wird und gleichzeitig ein besserer Wärme- und Schallschutz erzielt werden kann.

#### Innere Vorsatzscheibe
Damit historische Einfachfenster an die Erwartungen heutiger Nutzer oder an heutige Wohnmaßstäbe und Normen angepasst werden, bietet die Glasindustrie eine so genannte innere Vorsatzscheibe an, die an bestehende Fensterflügel beweglich befestigt wird. Die Scheiben können zusätzlich mit den heute üblichen Wärmeschutz-Beschichtungen versehen sein. Diese Beschichtung verringert jedoch ebenfalls die passiven Solargewinne. Historische Fensterflügel müssen das zusätzliche Gewicht von 10 kg/m² bei 4 mm Floatglas tragen können. Innere Vorsatzscheiben ohne Rahmen werden als Einscheiben-Sicherheitsglas (ESG) ausgeführt. Eine auf jeden Flügel umlaufend aufgeklebte Schlauchdichtung sorgt für einen relativ dichten Abschluss der Vorsatzscheibe zum Raum hin. Damit Schwitzwasser im Zwischenraum nicht entstehen kann, müssen für eine Entlüftung nach außen Löcher in den Flügelrahmen gebohrt werden. Mit dieser Maßnahme wird allerdings nur der Wärmedurchgangskoeffizient der historischen Scheiben (Ug-Wert) verbessert. Um das ganze historische Fenster nach heute gegebenen Normen aufzuwerten, wird häufig zusätzlich eine Gummidichtung in die Falze der Fensterrahmen eingebracht. Die Dichtung wird entweder eingeklebt, oder es wird eine Nut in den Rahmen und teilweise in die Flügel eingefräst, in die die Dichtung eingedrückt wird. Die Gummidichtungen bewirken eine Hebelwirkung auf der Seite der Bänder und können diese im Laufe der Zeit lockern. Das Einfräsen einer Nut schwächt den Querschnitt der Rahmenhölzer historischer Fensterkonstruktionen und stellt einen irreversiblen Eingriff in die historische Substanz dar. Diese Eingriffe widersprechen den Grundsätzen des Denkmalschutzes und dürfen im Rahmen der Denkmalpflege nicht vorgenommen werden.
Zusammenfassend ist festzuhalten, dass der Eingriff in die historische Substanz der Einfachfenster (Austausch durch moderne Isolierglasfenster, Ersatz des Einfachglases mit Isolierglas, Abdichtung der Fensterfalze) zu ungünstigen bauklimatischen Veränderung führen kann.

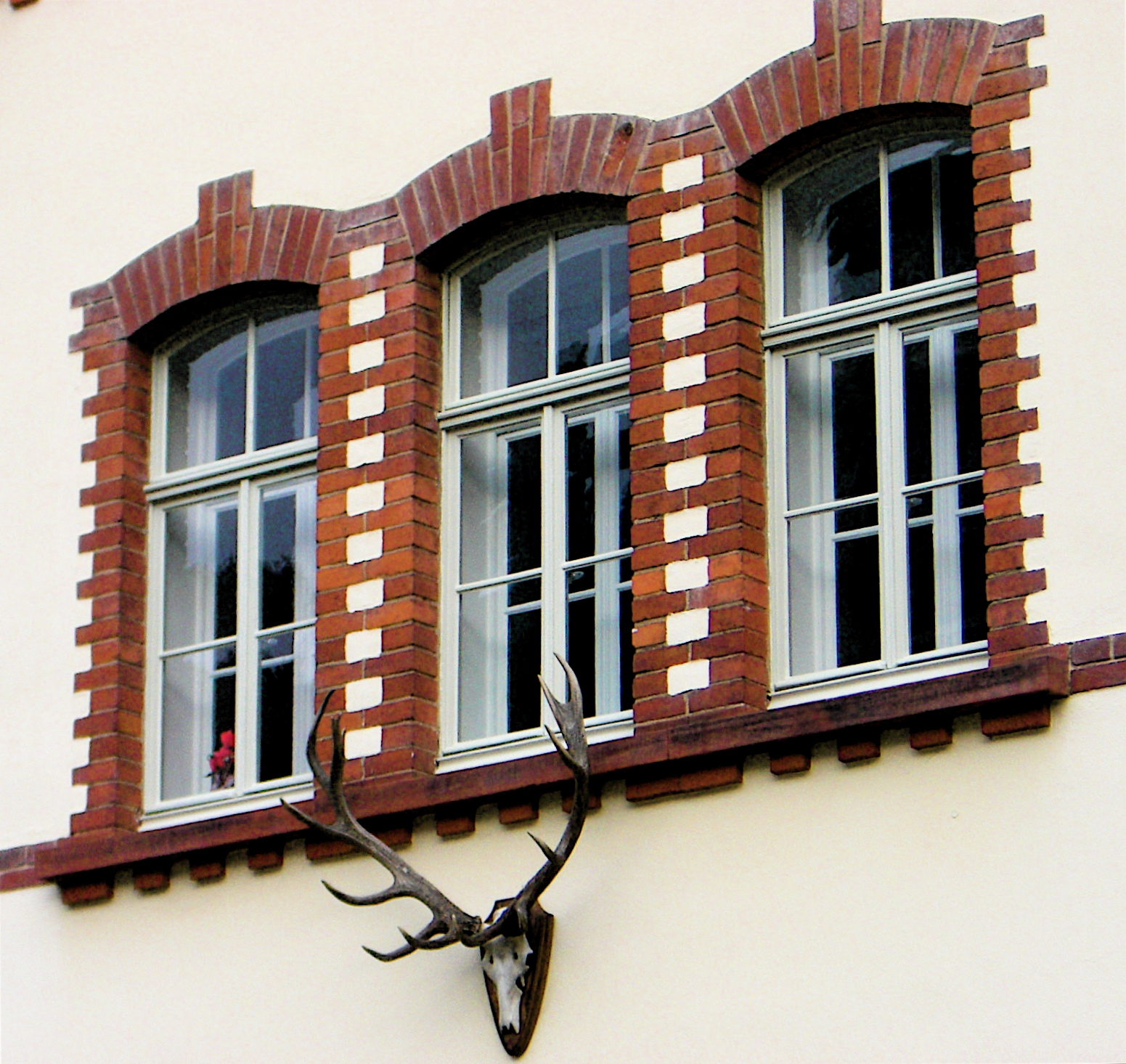
Kastenfenster nach der Restaurierung.

### Schallschutz historischer Kastenfenster
Historische Kastenfenster haben hervorragende schalltechnische Werte, da der günstigste Schallschutz durch einen Abstand zweier Scheiben zwischen 8 und 12 cm erreicht wird. Werden in das innere und das äußere Fenster unterschiedlich dicke Glasscheiben eingesetzt, können hervorragende Schalldämmwerte von 50 bis 60 dB erreicht werden. Eine „Ertüchtigung“ historischer Kastenfenster ist daher nicht nur in Hinblick auf die Bauphysik überflüssig und im Rahmen des Denkmalschutzes abzulehnen, sondern auch wirtschaftlich meist unrentabel.

## Fensterinstandsetzung und die Energieeinsparverordnung
Nach § 24 der Energieeinsparverordnung (EnEV) kann für Baudenkmäler und für „besonders erhaltenswerte Bausubstanz“ eine Ausnahmeregelung (Ausnahmen) in Anspruch genommen werden: „(1) Soweit bei Baudenkmälern oder sonstiger besonders erhaltenswerter Bausubstanz die Erfüllung der Anforderungen dieser Verordnung die Substanz oder das Erscheinungsbild beeinträchtigen oder andere Maßnahmen zu einem unverhältnismäßig hohen Aufwand führen, kann von den Anforderungen dieser Verordnung abgewichen werden.“ Gemäß § 25 EnEV (Befreiungen) sind in der Altbausanierung Befreiungen von der EnEV aufgrund der Unwirtschaftlichkeit der Maßnahmen möglich: „(1) Die nach Landesrecht zuständigen Behörden haben auf Antrag von den Anforderungen dieser Verordnung zu befreien, soweit die Anforderungen im Einzelfall wegen besonderer Umstände durch einen unangemessenen Aufwand oder in sonstiger Weise zu einer unbilligen Härte führen. Eine unbillige Härte liegt insbesondere vor, wenn die erforderlichen Aufwendungen innerhalb der üblichen Nutzungsdauer, bei Anforderungen an bestehende Gebäude innerhalb angemessener Frist durch die eintretenden Einsparungen nicht erwirtschaftet werden können.“

## Kosten und Wertigkeit
Die Instandsetzung der immer seltener werdenden historischen Fenster ist zeit- und kostenintensiv. Die oben dargestellten Methoden zeigen jedoch, dass der Erhalt historischer Fenster einer energetischen Nachrüstung des Hauses nicht zuwiderläuft, sondern mit solidem Handwerk zu erreichen ist und sogar Funktionswerte erzielen kann, die die gesetzlichen Vorgaben übertreffen. Viel zu häufig wird die Erneuerung als unumgänglich erachtet, nicht nur von Herstellern industriell gefertigter Fenster. Auch kann der Verzicht auf authentische Konstruktionen und Materialien, auf besondere Merkmale wie Flügelteilung, Sprossen oder Beschläge ein harmonisches Fassadenbild zerstören. Für Türen gilt dies ebenso. Vor allem aber ist der immaterielle Wert erhaltener historischer Fenster unschätzbar, weil gerade kleine, aber wesentliche Details den Charakter historischer Häuser ausmachen und das Wissen um die Entwicklung einer Kulturlandschaft, um territoriale Zugehörigkeiten oder soziale Strukturen bewahren. Würde man sie aufgeben, ginge ein Teil der Geschichte verloren: Fenster sind auch Zeitzeugen. Um die viel zu selten gewordenen Originale an Wohnhäusern, Kirchen oder Schlössern zu retten und zu pflegen, hat die Deutsche Stiftung Denkmalschutz eine Gemeinschaftsstiftung Historische Fenster, Türen und Tore errichtet, die sich bundesweit dafür einsetzt, die individuell gefertigten Bauteile für zukünftige Generationen zu erhalten.
Beispiele für erhaltenswerte historische Fenster:

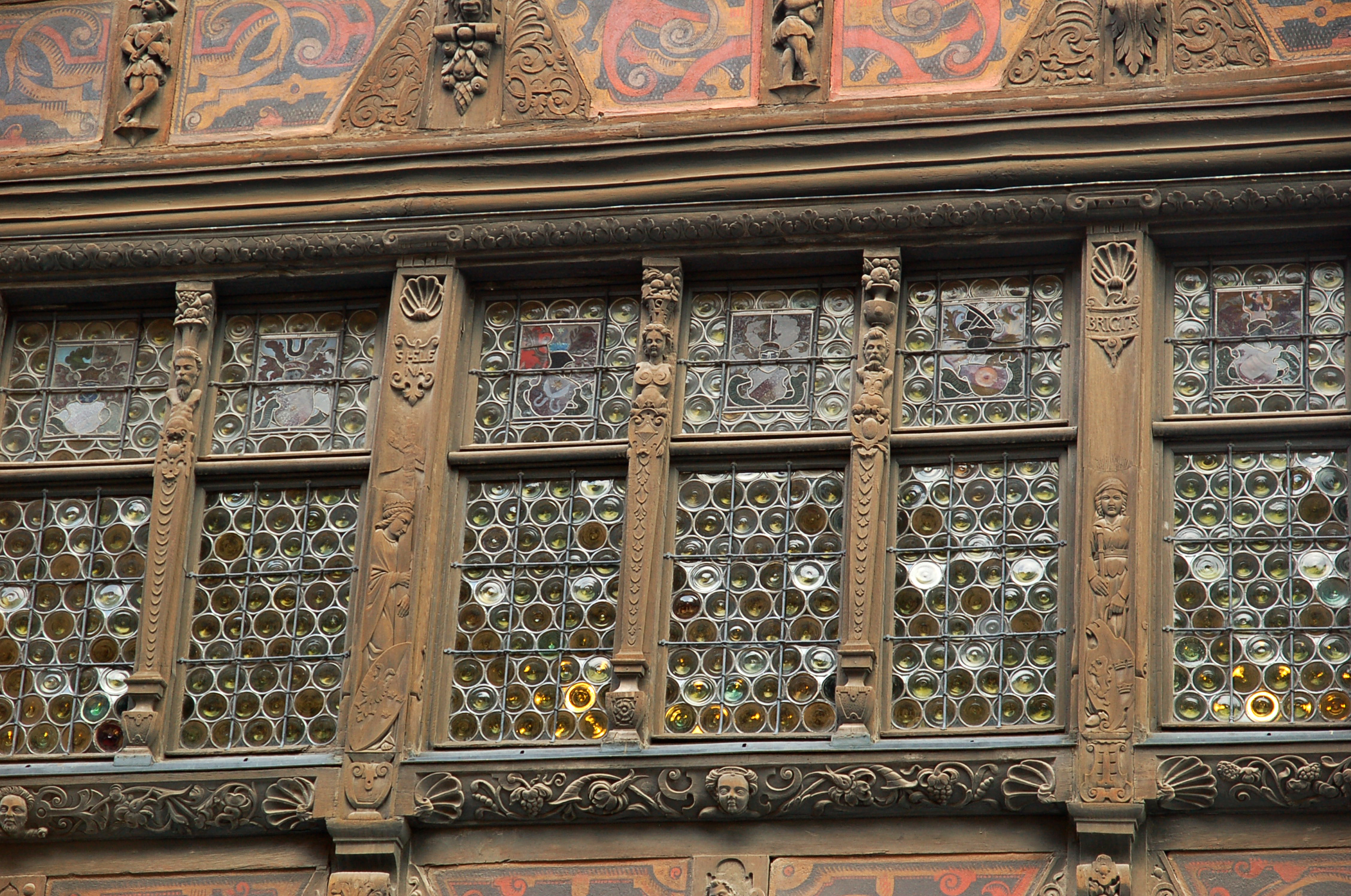
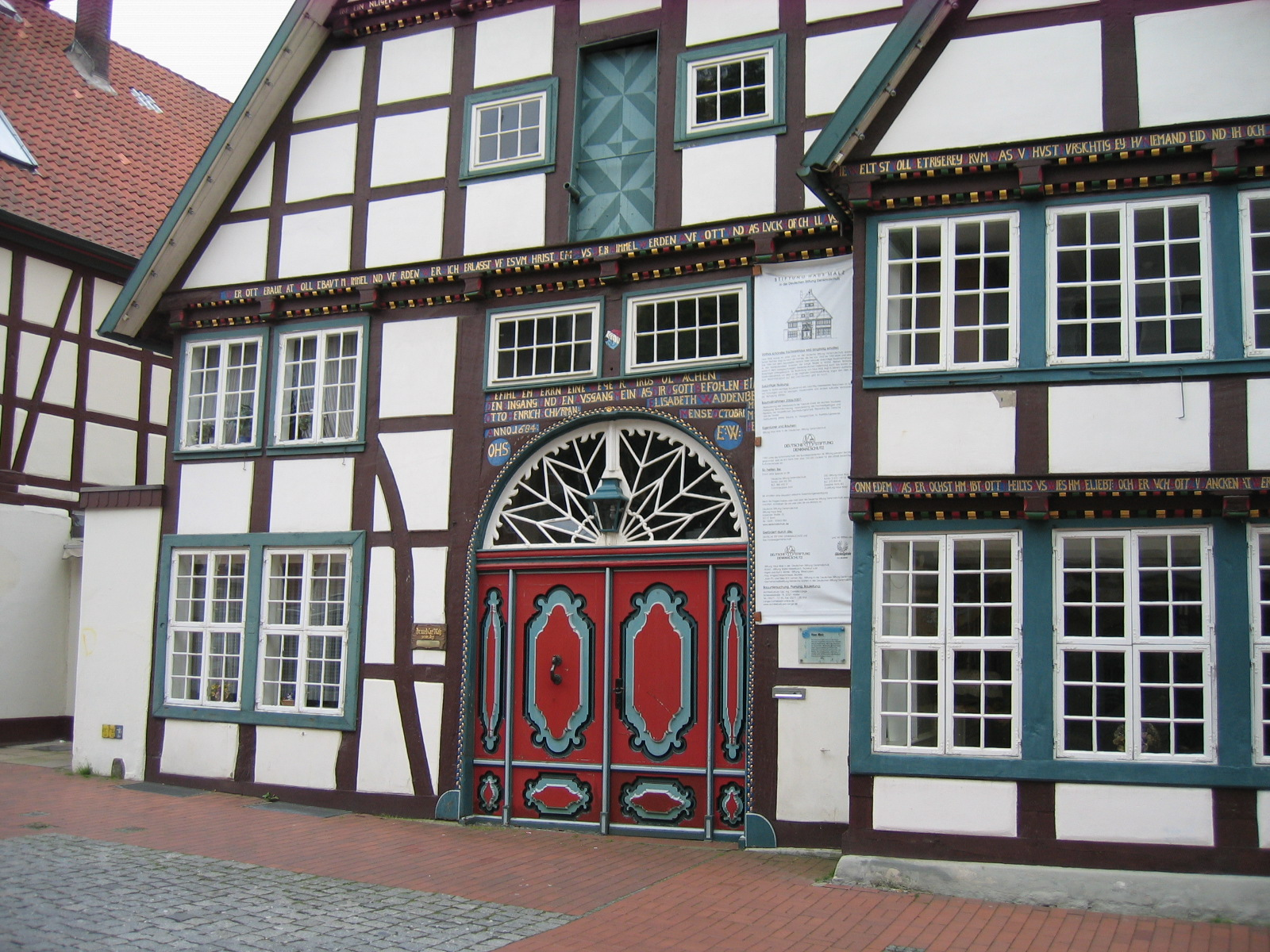
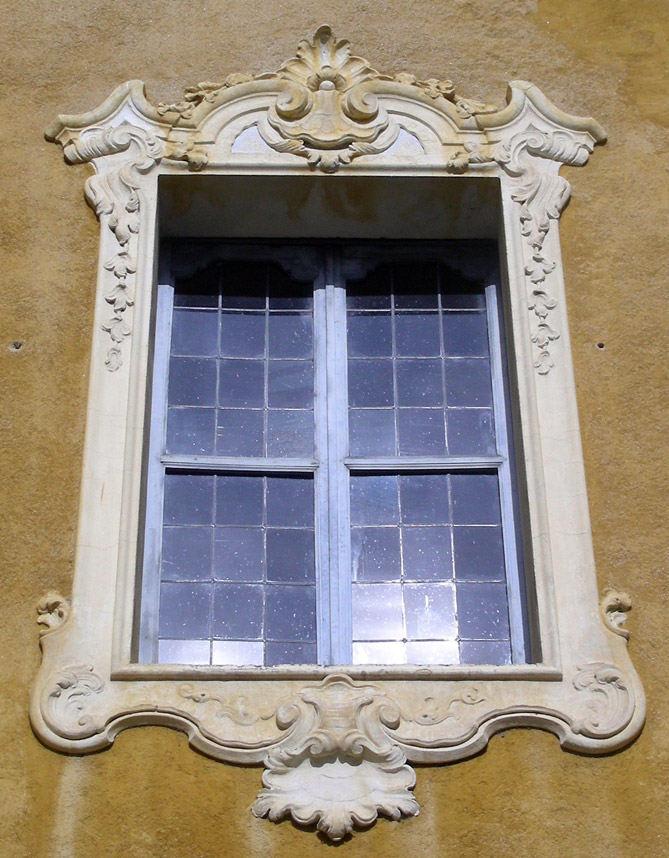
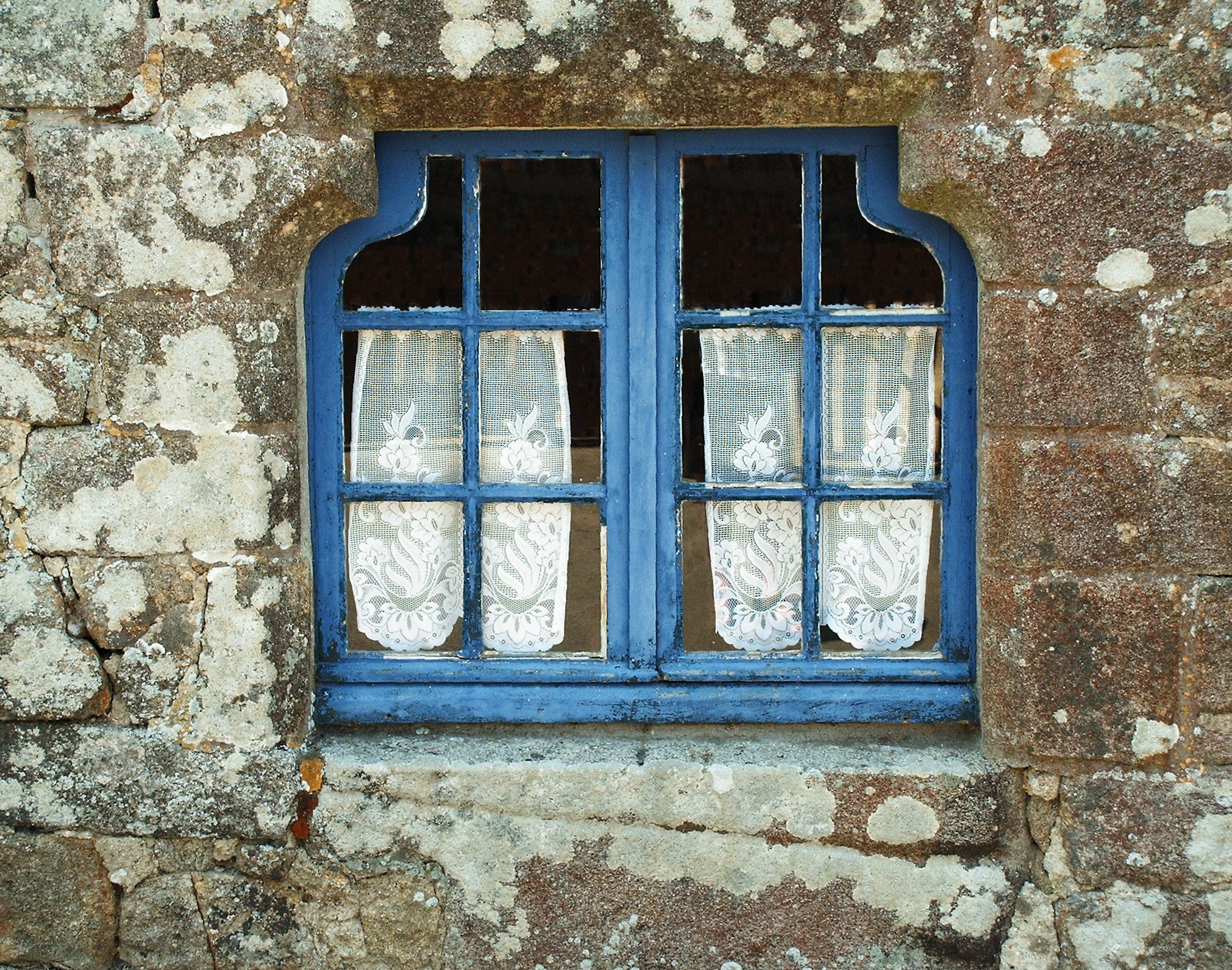
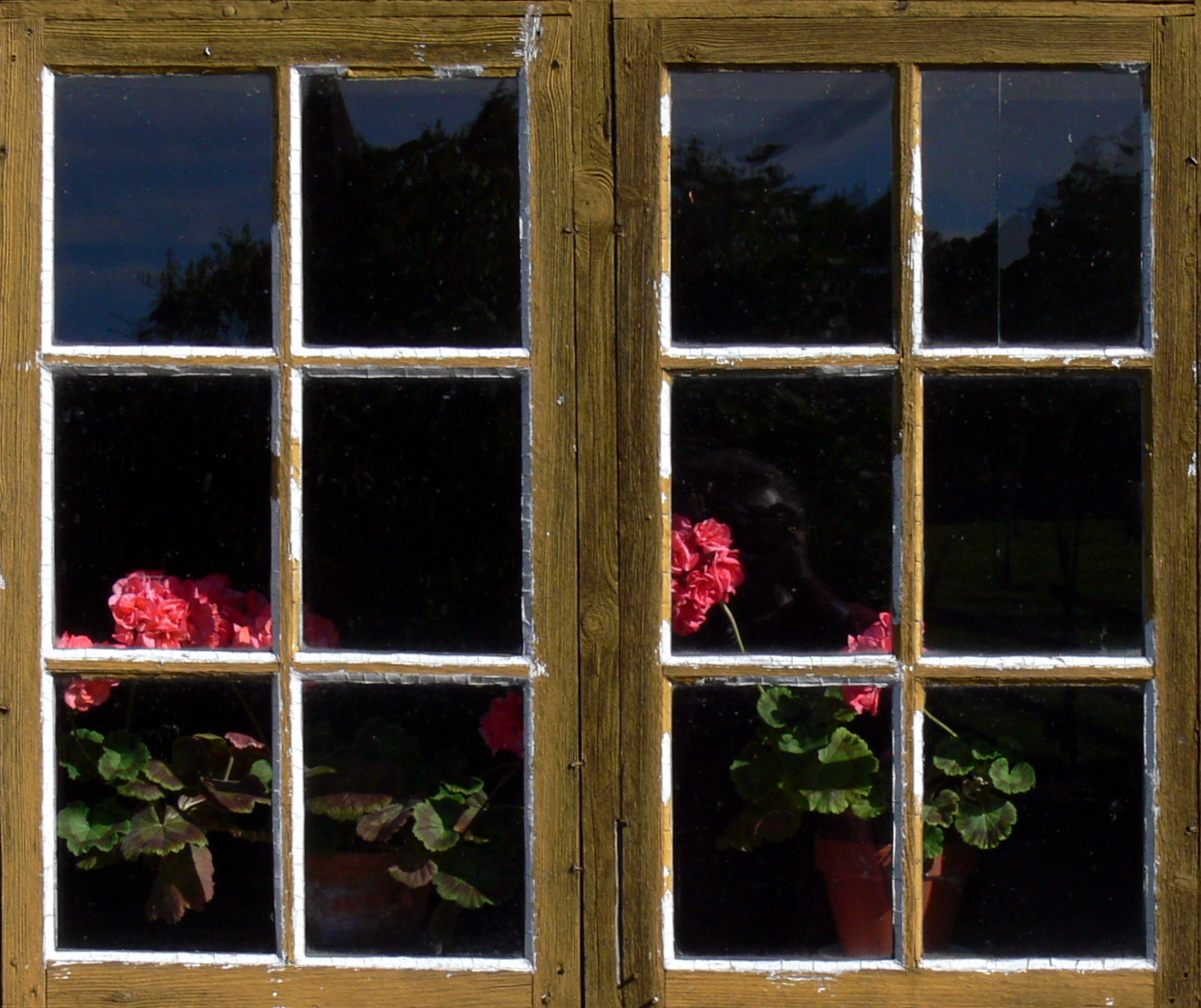
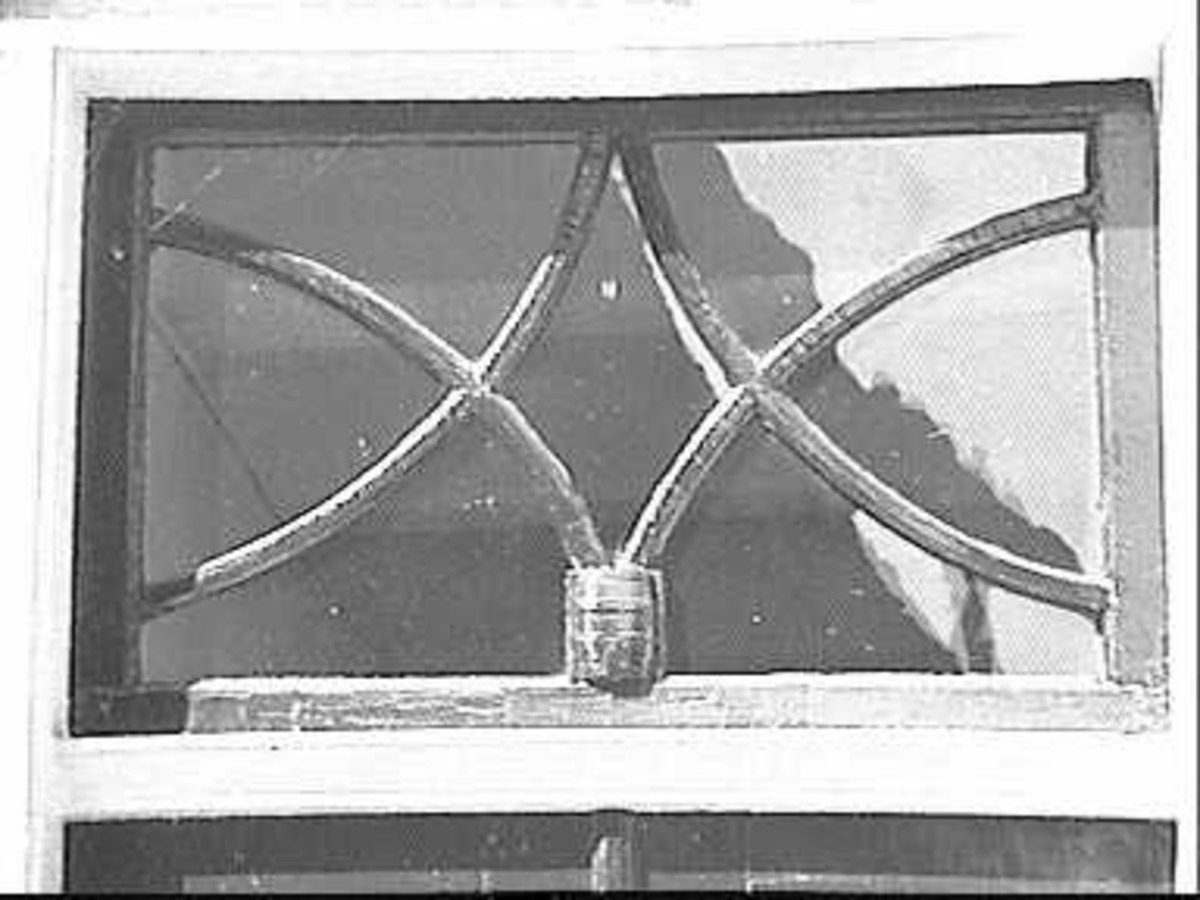
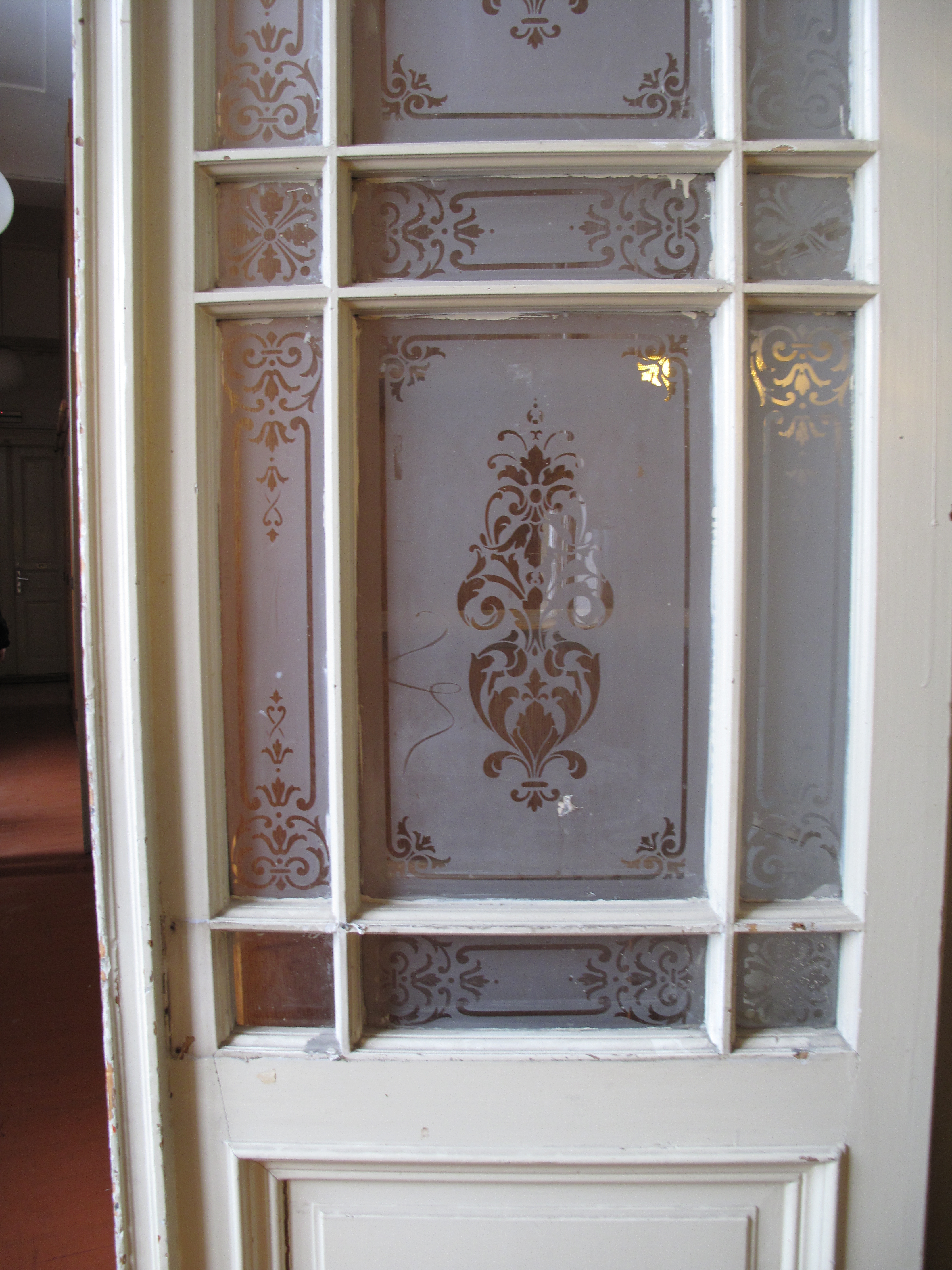
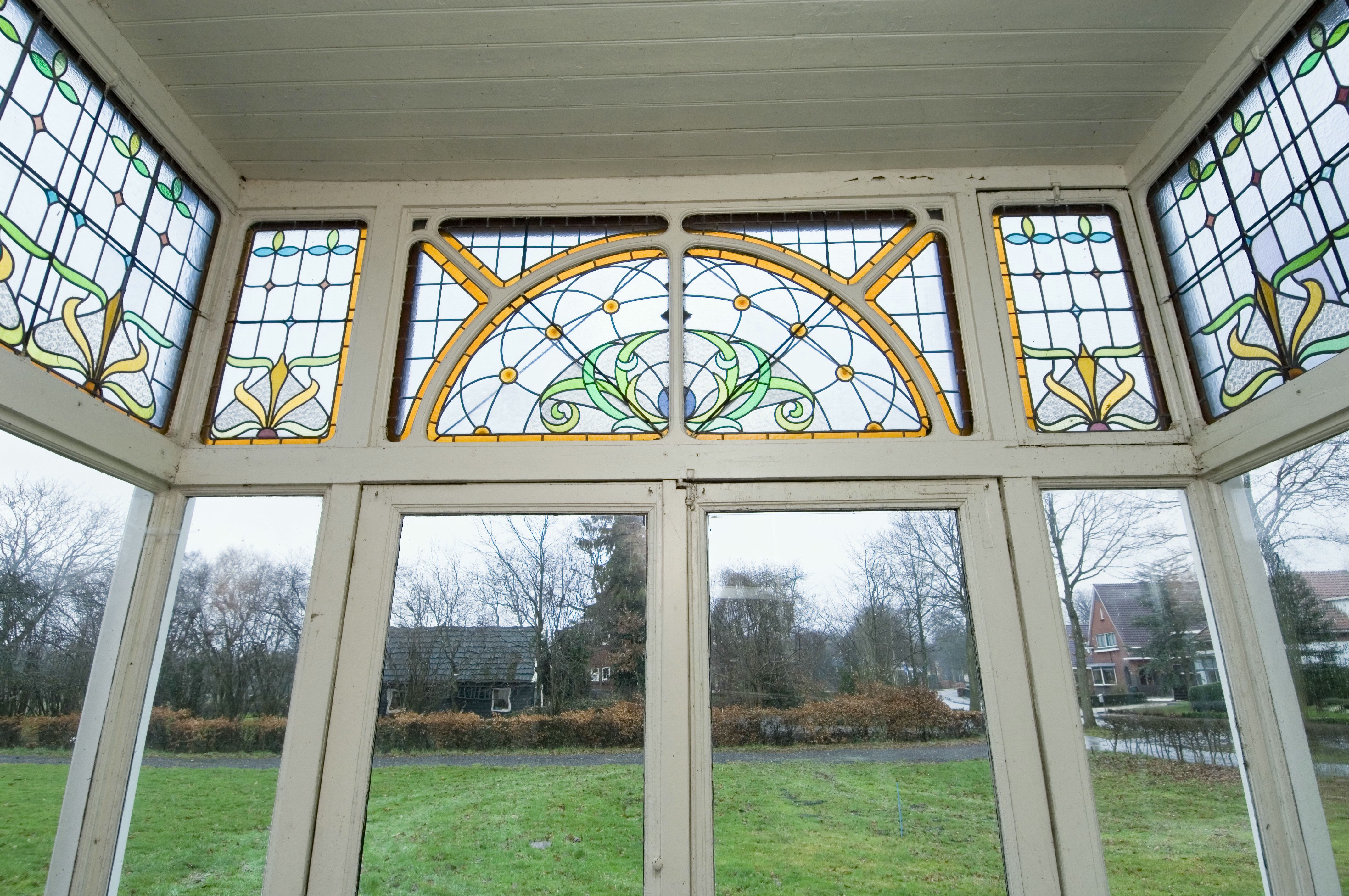
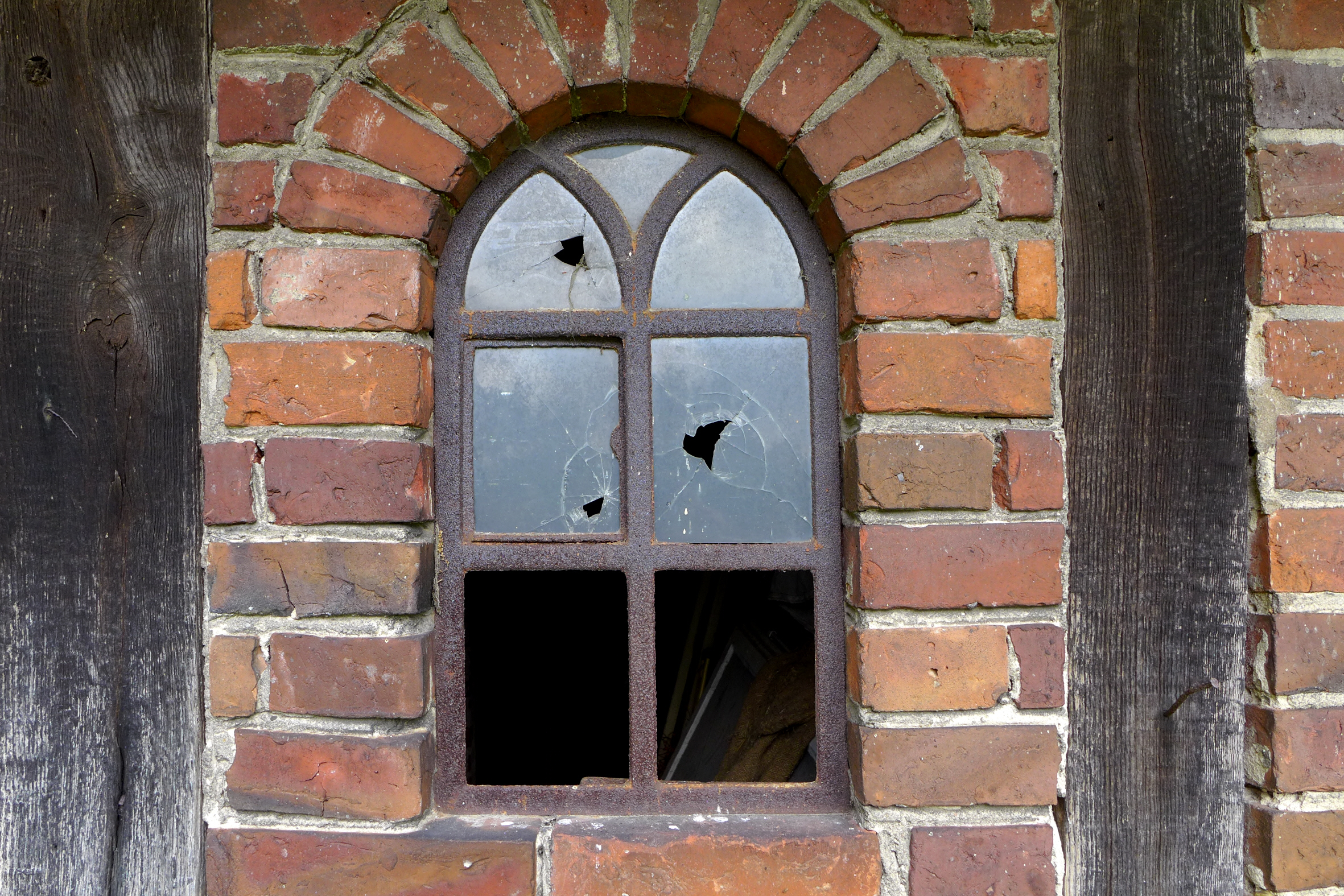
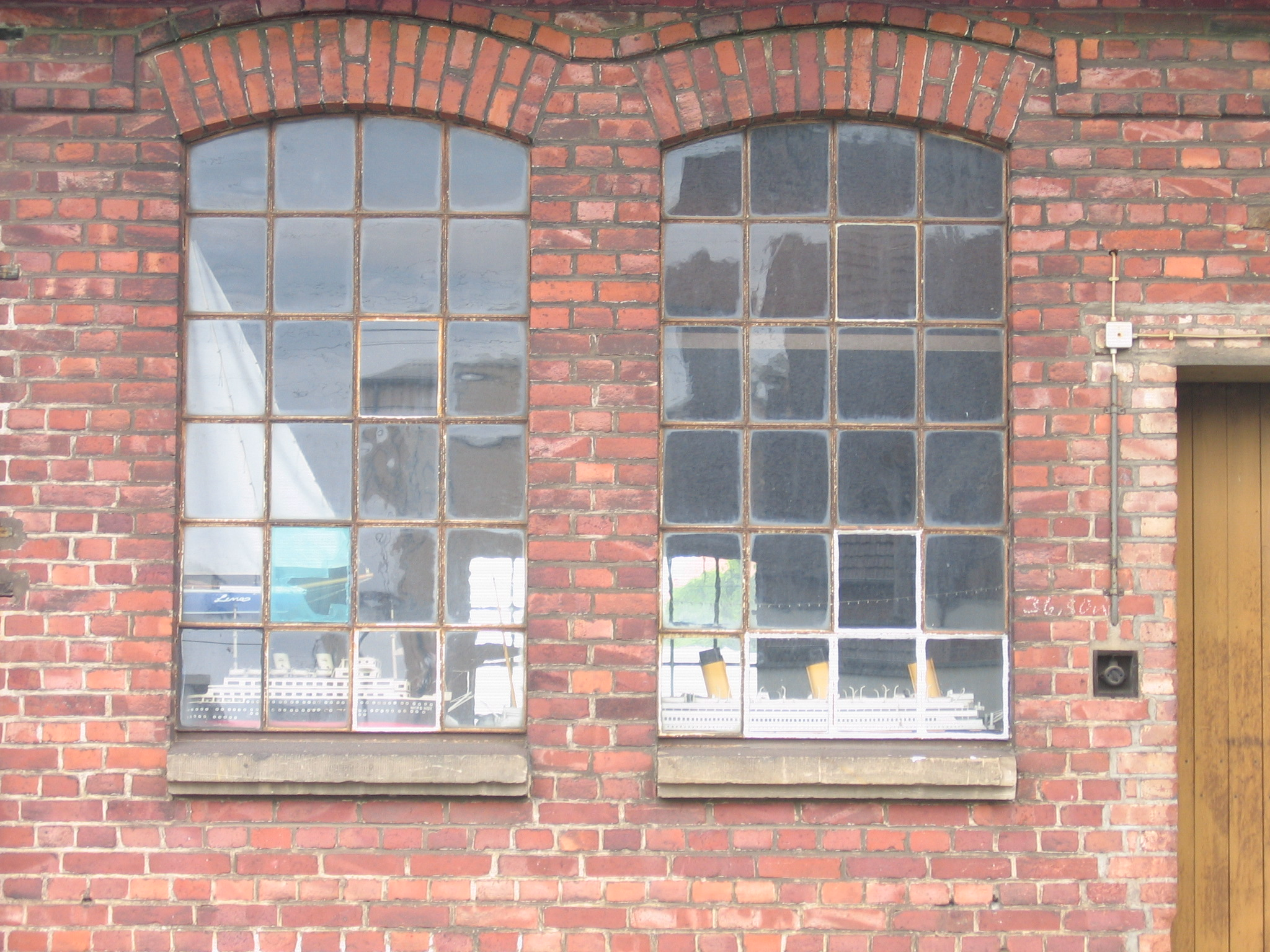